# 福州大学化工学院
福州大学化工学院是福州大学的一个二级学院。该学院成立于2014年2月27日，由福州大学、泉州市泉港区人民政府、福建石化集团公司共同建设，在福州大学泉港校区、旗山校区、怡山校区等三个校区办学，以泉港校区为主。泉港校区位于泉州市泉港区前黄镇。

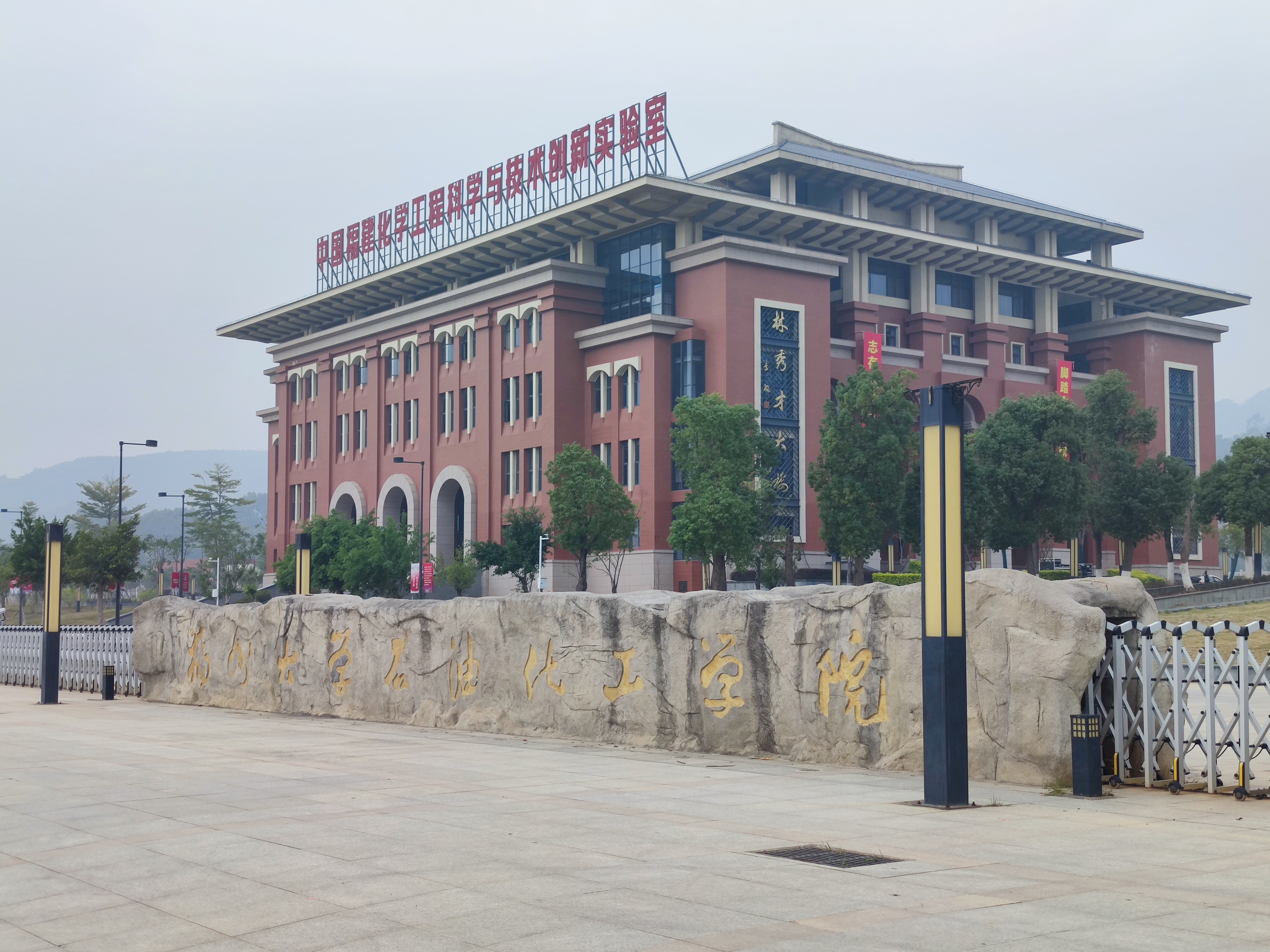
福州大学化工学院的本部泉港校区

该学院的前身可追溯到1958年福州大学创校之初的化工系；1961年，改建为化学化工系；1984年，分立为化学系和化工系；2001年5月18日，两系合并为化学化工学院；2013年9月，在原化学化工学院化工系和化肥催化剂国家工程研究中心的基础上组建石油化工学院。2023年12月，石油化工学院改名为化工学院。